# Die Ägyptische Helena
Die Ägyptische Helena (en alemany, L'Helena egípcia), op. 75, és una òpera en dos actes de Richard Strauss, amb llibret d'Hugo von Hofmannsthal. S'estrenà al Semperoper de Dresden el 6 de juny de 1928 dirigida per Fritz Busch. La va dedicar al director d'orquestra Heinz Tietjen. Té una durada aproximada de 140 minuts.
Està basada en la llegenda grega d'Helena de Troia i el seu llegat, el conflicte èpic de deu anys conegut com la Guerra de Troia. Helena va ser "la cara que va activar a mil navilis". La seva llegendària bellesa i la contesa entre el seu marit grec i el seu amant troià van portar a ambdues nacions a combatre amargament durant més d'una dècada. Tot i no haver-hi una única font dominant sobre els esdeveniments de la guerra de Troia, hi ha encara menys consens sobre el que va passar amb Helena i Menelao, després que la parella va marxar de Troia. L'òpera de Strauss i Hofmannsthal és una de tantes versions.

## Representacions
L'estrena a Dresden el 1928 va ser un desastre perquè estava pensada per a certs cantants que no van poder participar. L'Òpera de Dresden no va poder pagar la cantant prevista, Maria Jeritza, i la substituta no va estar al nivell que requerix l'òpera. A més, altres cantants no van poder participar, i el director d'orquestra va estar malalt durant els assajos. Quan Strauss la va dirigir ell mateix a Viena amb Jeritza, va tenir més èxit, però va quedar lluny de ser tan popular com altres obres de la parella Strauss-Hofmannsthal. Malgrat revisions fetes per a una producció a Salzburg el 1933, l'òpera va continuar sent impopular.
La història de les representacions d'Helena ha estat sempre plena de problemes a causa de la seva intricada psicologia. Abans de l'estrena mundial, Strauss ja va avisar a Fritz Busch: «Helena només és difícil escènicament... en la producció i en la realització».

## Argument

### Acte I
El passat mitològic. En el seu palau en una illa, la bruixota Aithra espera en va el retorn de Posidó. L'Ostra que Tot ho Sap, un oracle, li assegura que, encara que distant, Posidó segueix lleial en el seu amor per ella. L'Ostra prossegueix a relatar llavors sobre una nau en la qual Helena (de Troia), la dona més bella del món, està a punt de ser assassinada pel seu espòs Menelas (Menelau). Amb la voluntat de salvar-la, Aithra desencadena una tempesta que fa naufragar als passatgers, que de seguida s'obren camí a la costa i arriben al palau. Helena ha estat intentant salvar el seu matrimoni, però Menelas no pot perdonar per la seva traïció amb Paris al principi de la Guerra de Troia. Amb amargor, ha impedit que la seva filla Hermione conegués a la seva pròpia mare. En terra ferma, Menelas planeja un cop més apunyalar la seva dona, però la visió de la seva bellesa a la llum de la lluna el fa titubejar. Per assegurar-se que no la mati, Aithra invoca follets que el turmenten fent-li creure que Paris, el seu rival, és present, amb la qual cosa ell es precipita a la trobada del fantasma. La màgia de Aithra també ajuda a Helena a recuperar la seva bellesa jovial, i una beguda de lotus aplaca la seva ansietat. Unes criades la condueixen cap a una altra estança.
Quan Menelas retorna delirant, creient haver sorprès i donat mort a Helena i Paris, Aithra també li dona la poció tranquil·litzant. En saber dels seus sentiments dubtosos amb relació a la seva esposa, la bruixa intenta explicar-li que, nou anys enrere, quan el troià li va llevar a Helena, els déus havien, en realitat, conjurat un fantasma d'Helena per enganyar a Paris. La veritable Helena es troba amagada al castell del pare de Aithra, a les Muntanyes d'Atles, diu la bruixa. Allà, ell la trobarà dormint, esperant que el seu marit la desperti. La dona que està en l'estança del costat és, en realitat, el fantasma. Aithra s'entesta a transportar Menelas al palau amb la seva màgia. Desconcertat i indecís, gradualment cedeix a la idea que la veritable Helena li serà retornada. Els dos es retrobaran en una tenda al peu de la muntanya. Aithra suggereix que usi la poció de lotus per mantenir lluny les memòries pertorbadores.

### Acte II
En la tenda, Helena es desperta i beneeix la segona nit de noces de la parella ("Zweite Brautnacht"). Menelas es desperta també, però encara dubta dels seus sentits. La seva esposa intenta tranquil·litzar-lo amb més poció de lotus, però la visió de la seva espasa li fa reviureles memòries irritants. ¿Serà aquesta dona la veritable o una il·lusió? Entren els Cavallers del Desert i Altair, príncep de les muntanyes, saluda Helena, fent-li ofrenes. Da-ud, fill d'Altair, glorifica la bellesa d'Helena juntament amb el seu pare. L'escena fa que Menelas recordi una celebració troiana en honor d'Helena, però intenta dissimular la seva gelosia, pel que fa a Altair i Da-ud el conviden a ajuntar-se al seu grup de caça. Acomiadant-se d'Helena, i encara incert sobre la veritable identitat d'ella, se'n va de cacera. Aithra apareix disfressada de serventa i alerta Helena que un dels flascons que ha begut conté una poció per a l'oblit, més l'altra conté una poció per a la memòria. En contra del consell d'Aithra, Helena afirma que la poció per a la memòria serà necessària per salvar el seu matrimoni. No seria una solució genuïna mantenir la fantasia d'un passat immaculat.
En rebre senyal d'Helena, les criades es retiren quan Altair retorna, cortejant atrevidament i convidant-la a un banquet en honor seu. Tot i que arriben notícies que Menelas ha matat Da-ud durant la cacera, Altair continua amb el seu procedir. S'aparta, així mateix, quan entren amb el cos del jove, seguit per Menelas, que encara està confós, pensant que ha matat a Paris. Novament ignorant la recomanació d'Aithra, Helena ordena que es prepari la poció de la memòria, ja que l'hora del banquet s'aproxima. Menelas ara imagina que la veritable Helena ha mort i decideix unir-se amb ella, morint també, l'Helena que té al davant és segurament un fantasma. Però en prendre el que ell pensa que és un verí, però, veu a l'Helena morta com viva: ambdós s'abracen, Altair i els seus sequaços separen a la parella, però Aithra revela la falange de soldats de Posidó, que arriben escortant la petita Hermione. En reconèixer a la bruixa, Altair reverència el seu poder. Hermione, finalment reunida amb els seus pares, tornarà a casa amb ells per començar la seva vida junts.